# Бабаєва Емма Аркадіївна
Емма Аркадіївна Бабаєва ( 22 квітня 1920, Андижан - 20 серпня 2014, Київ ) - радянська і українська музейна працівниця, мистецтвознавець. Заслужений працівник культури України (1998).

## Біографія
Бабаєва Емма закінчила факультет музеєзнавства Комуністичного політико-просвітнього інституту  в 1932 році. Вона проходила практику в Російському музеї в Ленінграді, в Третьяковській галереї.
У 1942-1943 працювала в евакогоспіталі в блокадному Ленінграді.
Це один із найстаріших музейних співробітників України. Більше 50-ти років її життя було тісно пов'язана з Київським національним музеєм російського мистецтва.

## Трудова діяльність
У 1953-1969 - головний зберігач фондів
У 1969-1991 - заступник директора з наукової роботи
В 1991-2001 - завідувач відділом
З 2001 року - провідний зберігач фондів Київського національного музею російського мистецтва.
Бабаєва - автор і співавтор багатьох публікацій в сфері образотворчого мистецтва, зокрема, «Пейзажний живопис передвижників» (1972), «Наші колекціонери» (2000), багатьох каталогів і статей.
Вона зробила значний внесок у дослідження, вивчення і популяризацію зібрання Російського музею в Києві.

## Нагороди
- Орден «За мужність» (2003)